# Питеј
Питеј је у грчкој митологији владар града Трезена. 

## Митологија
Био је Пелопов син и Етрин (или Ајтрин) отац. Питеј и Трезен су дошли из Писе да с краљем Ајтијем поделе краљевство, које је наследио оца Антанта, оснивача градова Антаје и Хипереје. Изгледа да његов син Ајтије није имао велику власт, јер је Питеј, после Трезенове смрти ујединио ова два града у један модеран, који је назвао по свом брату и посветио Атени и Посејдону заједно. Важио је за најученијег човека свог времена и био познат по својој мудрости. Основао је светилиште у Аполоновом пророчишту у Трезену, у коме је сачувана најстарија шкриња у Грчкој; посветио је и олтар тројној богињи Темиди. Био је судија у свом граду и учио је друге говорничкој вештини у светилишту Муза. Позната је била његова расправа о реторици. Још док је Питеј живео у Писи, Белерофонт је затражио руку његове кћери, али му Питеј није одобрио. Уместо тога, послао га у Карију. Није му било право што Етра, иако без много наде, чека Белерофонта, па је под утицајем чини које је Медеја бацила на све њих издалека, поднапио
Егеја и послао га Етри у постељу. Међутим, уместо њега, који је заспао пијан, ту ноћ са Етром је провео Посејдон. Родила је Тезеја, а Питеј је ширио гласине да је дете Посејдоново, иако се веровало да је отац Егеј. Када је Тезеј добио ванбрачног сина Хиполита, послао га је Питеју, како би га одгојио и учинио својим наследником.

## Тумачење
Питеј је био и елејски и трезенски назив, а тако се звао и епонимни херој једне деме на Атици, коју је насељавало племе Кекропа. Име Питеј је облик мушког рода од Питеја. Имена градова које је он ујединио указују на матријархални календар Тријаде, коју сачињавају Антеја, богиња пролећа; Хипереја, богиња лета и Питеја (богиња боровог дрвета), која се славила у јесен. Оне се могу поистоветити са тројном богињом Темидом, којој је Питеј подигао олтар, пошто Трезен, изгледа, долази од облика Thrion hezomenon., што би значило „град три сестре“. Томе у прилог су и три бела трона од мермера који су служили Питеју и још двојици као седишта док су делили правду. Ови тронови су били касније постављени на његовом гробу иза Артемидиног храма или гробу његовог брата.